# Terra Franca
Terra Franca é um documentário português, realizado e escrito por Leonor Teles. Estreou-se em Portugal a 10 de janeiro de 2019.

## Reconhecimentos
| Ano  | Prémios                                                                    | Categorias                                                                 | Destinatários e nomeados | Resultado | Referências |
| ---- | -------------------------------------------------------------------------- | -------------------------------------------------------------------------- | ------------------------ | --------- | ----------- |
| 2018 | Cinéma du réel                                                             | Prémio da Société civile des auteurs multimedia                            | Terra Franca             | Venceu    | [ 2 ]       |
| 2018 | Festival Internacional de Cinema Documental de Agadir                      | Menção especial                                                            | Terra Franca             | Venceu    | [ 2 ]       |
| 2018 | Les Rencontres Cinématographiques de Cerbère-Portbou                       | Menção especial                                                            | Terra Franca             | Venceu    | [ 2 ]       |
| 2018 | Doclisboa                                                                  | Prémio Escolas – Prémio ETIC para melhor filme da Competição Portuguesa    | Terra Franca             | Venceu    | [ 3 ]       |
| 2018 | Escales Documentaires – Festival Internacional de Documentários de Criação | Menção especial (Júri - Competição internacional)                          | Terra Franca             | Venceu    | [ 4 ]       |
| 2018 | Festival Internacional de Cinema de Amiens                                 | Prémio da Vila de Amiens                                                   | Terra Franca             | Venceu    | [ 5 ]       |
| 2018 | Festival Internacional de Cinema de Mar del Plata                          | Prémio da Crítica Jovem - Melhor primeira obra internacional               | Terra Franca             | Venceu    | [ 2 ]       |
| 2018 | Caminhos do Cinema Português                                               | Melhor longa-metragem de ficção                                            | Terra Franca             | Venceu    | [ 5 ]       |
| 2018 | Caminhos do Cinema Português                                               | Prémio D. Quijote do Júri da Federação Internacional de Arquivos de Filmes | Terra Franca             | Venceu    | [ 5 ]       |
| 2018 | Festival de Cinema de Zurique                                              | Olho Dourado                                                               | Terra Franca             | Nomeado   | [ 6 ]       |
| 2019 | Prémios CinEuphoria                                                        | Melhor documentário                                                        | Terra Franca             | Nomeado   | [ 7 ]       |